# Yvonne Pferrer

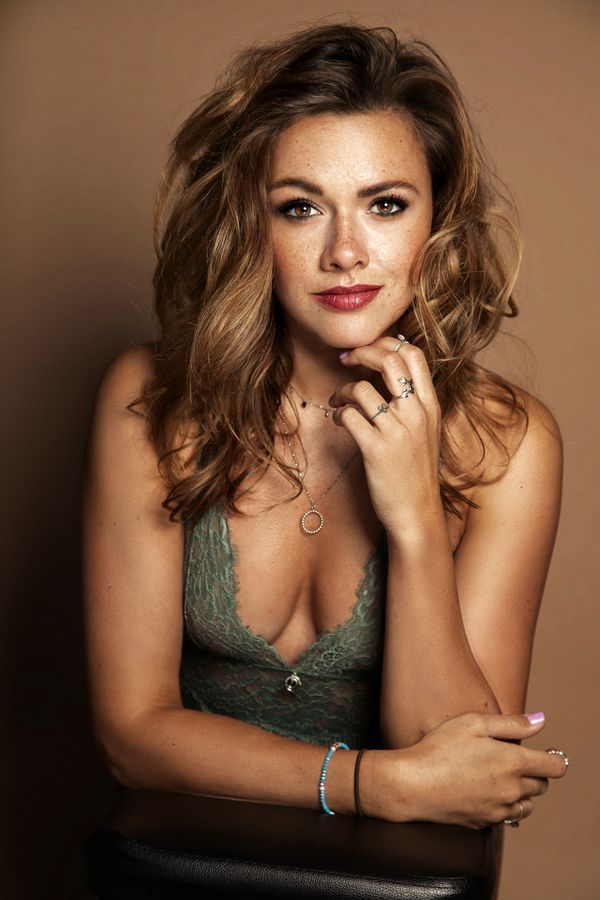
Yvonne Pferrer (2020)

Yvonne Pferrer (* 30. August 1994 in Köln) ist eine deutsche Schauspielerin und Content Creatorin.

## Leben
Als Abschluss ihrer Schulzeit steuerte Pferrer das Fachabitur an, um anschließend zu studieren. Als ihr die Hauptrolle der „Anna Kowalski“ bei Köln 50667 angeboten wurde, brach sie das Abitur ab und wechselte in die Schauspielerei. Ab September 2012 drehte sie dann für die Reality-Daily-Soap des Fernsehsenders RTL II und war bis Folge 917 (Erstausstrahlung 15. August 2016) fester Bestandteil des Casts. In der Zeit lernte sie den Schauspieler und Sänger Jeremy Grube kennen, der in der Serie zwischenzeitlich der Partner ihrer Serienfigur war und es auch im echten Leben wurde. Dass sie für die Rolle gecastet wurde, bezeichnete Pferrer im Rückblick als Zufall.
Nach ihrem freiwilligen Ausstieg holte sie das Fachabitur nach und entwarf 2017 eine eigene Modekollektion, gefolgt von Travel-, Sport- und Accessoire-Linien ab 2019.
Von Oktober 2018 bis April 2019 spielte Pferrer die Hauptrolle der „Danni Schmitz“ in Freundinnen – Jetzt erst recht und ab Januar 2020 als „Betty“ in Der Lehrer. 2020 erfolgte ein Taff-Dreh für die Reihe So geil ist Deutschland, 2021 folgte ein Auftritt in Zengleins Zehn, einer SWR-Sendung von Johannes Zenglein. Im Sommer 2022 moderierte sie auf RTL II die Rankingshow Krass und Crazy: Camper. Im Tatort MagicMom mit Thiel und Boerne (2023) übernahm sie eine Gastrolle.

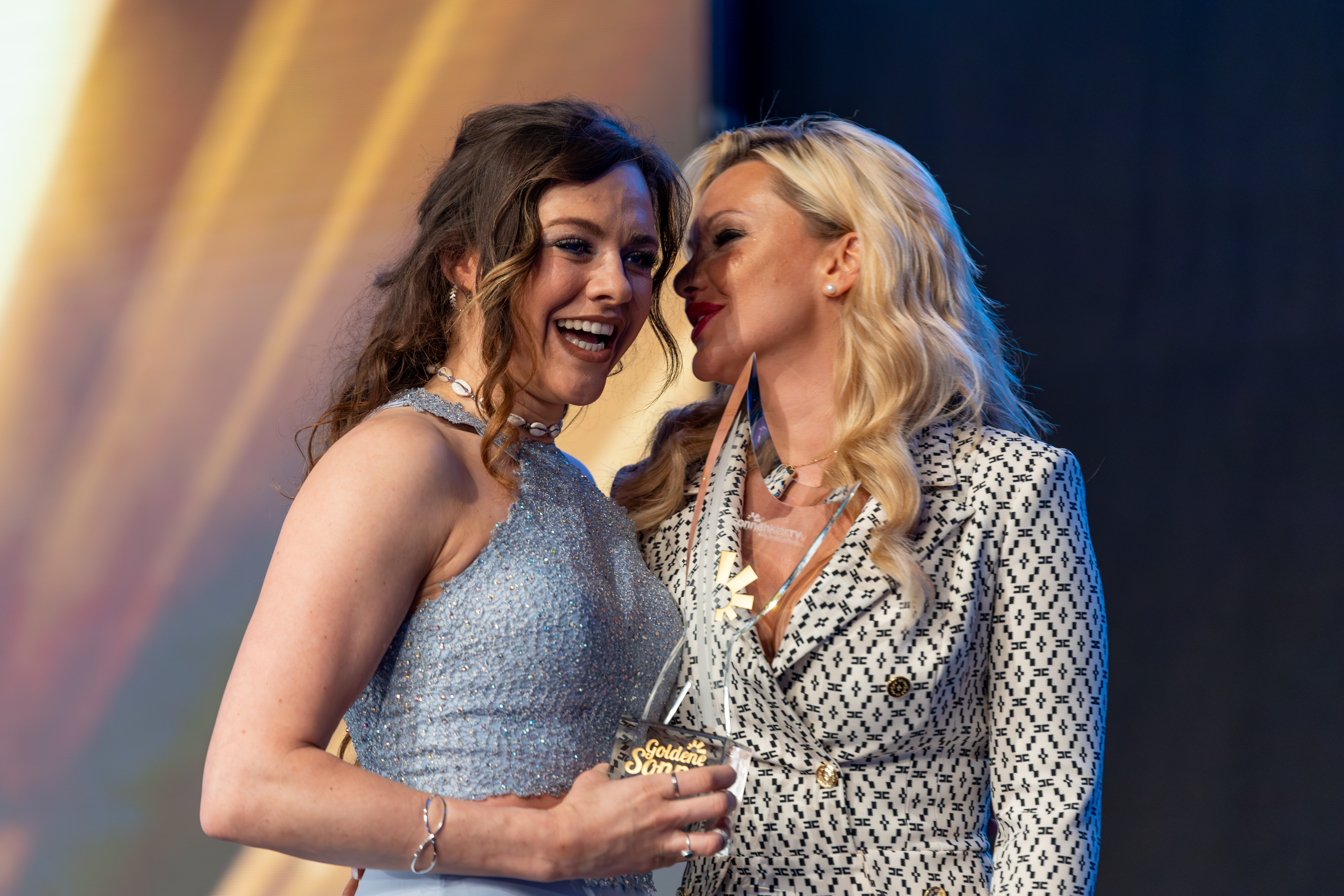
Yvonne Pferrer mit Evelyn Burdecki (Goldene Sonne 2023)

Nach Köln 50667 wurde Pferrer als Reise-Content-Creatorin aktiv. Gemeinsam mit Jeremy Grube erreicht sie (Stand Juni 2025) rund 4,5 Millionen Menschen. 2019 wurde sie mit dem Made For More Award von Sportscheck in der Kategorie Community ausgezeichnet. Im Rahmen ihrer Reisen engagiert sie sich für den Naturschutz, u. a. mit Wilderness International. Sie unternahm Expeditionen u. a. ins Darién Gap und in die Arktis. Während einer Van-Tour durch Deutschland für Taff im Sommer 2020 entstand ein Social-Media-Beitrag aus einem geschützten Gebiet, der trotz Löschbitte online blieb und vereinzelt Kritik auslöste.
Pferrer ist zudem Buchautorin und Filmemacherin. Zwischen 2017 und 2021 veröffentlichte sie drei Sachbücher (zwei im Riva Verlag, eines im Selbstverlag) sowie ein Kochbuch (Riva). 2025 folgte ihr bislang größtes Projekt: Yabadu – Niemals erwachsen über einen Roadtrip durch Südamerika. Der Dokumentarfilm zeigt Begegnungen mit 21 Menschen „als Wegweiser auf der Suche nach Glück und Hoffnung“. Nach einem erfolgreichen Vorverkauf trafen verschiedene Ketten direkte Vereinbarungen, um „Yabadu“ auch ohne Verleih bundesweit ins Kino zu bringen. Laut dem Branchendienst DWDL.de hielt sich der Film mindestens in seinen ersten drei Wochen in den deutschen Kinocharts (Höchstplatzierung: 20) und erreichte in dieser Zeit knapp 10.000 Besucher.  Parallel erschien im Eigenverlag ein gleichnamiges Buch.

## Filmografie (Auswahl)
- 2013–2016: Köln 50667 (Fernsehserie, RTL II)
- 2016: World of Wolfram (Webserie, funk)
- 2018–2019: Freundinnen – Jetzt erst recht (Fernsehserie, RTL)
- 2020–2021: Der Lehrer (Fernsehserie, RTL)
- 2022: Krass und Crazy: Camper (Rankingshow, RTL II)
- 2023: Tatort: MagicMom (Fernsehreihe)
- 2025: Yabadu – Niemals erwachsen

## Werke
- Was mich happy macht: Ein kreatives Erinnerungsalbum zum Ausfüllen. Riva, München 2017, ISBN 978-3-7423-0489-6.
- mit Regina Hickst: Body Kitchen – Das Fitness-Kochbuch: 150 neue Power-Rezepte für eine bewusste Ernährung. Riva, München 2019, ISBN 978-3-7423-0539-8.
- Was mich stark macht: Ein inspirierendes Ausfüllbuch. Riva, München 2019, ISBN 978-3-7423-1058-3.
- Einzimmerfahrtwind: Irgendwo immer zu Hause. Yvonne Pferrer, Köln 2019, ISBN 978-3-00-066525-7.
- mit Jeremy Grube: Yabadu – Niemals erwachsen. Yvonne Pferrer, Köln 2025, ISBN 978-3-00-082321-3.